# Resolução 322 do Conselho de Segurança das Nações Unidas
A Resolução 322 do Conselho de Segurança das Nações Unidas, adoptada por unanimidade a 22 de Novembro de 1972, após reafirmar resoluções anteriores e considerando o reconhecimento da Organização da Unidade Africana aos movimentos revolucionários de Angola, Guiné-Bissau, Cabo Verde e Moçambique, o Conselho apelou ao Governo de Portugal a cessar as suas operações militares e todos os atos de repressão contra o povo daqueles territórios. A Resolução instava Portugal a iniciar negociações com as partes interessadas com vista a encontrar uma solução para os confrontos armados e permitir aos povos desses territórios o exercício do seu direito à autodeterminação e solicitava ao Secretário-Geral que acompanhasse os desenvolvimentos e apresentasse relatórios periódicos ao Conselho.